# Puig Aliguer
El Puig Aliguer és una muntanya de 1.068 metres que es troba al municipi de les Llosses, a la comarca catalana del Ripollès.
Al cim podem trobar-hi un vèrtex geodèsic (referència 290090001).